# Ben Rose
Benjamin „Ben“ Rose (* in Ripley (Derbyshire)) ist ein britischer Schauspieler und Musiker.

## Leben und Karriere
Rose wuchs in Ripley (Derbyshire) auf. Er schloss 2017 den Schauspiel- und Musikstudiengang am Rose Bruford College ab.
Sein Debüt gab er 2018 in der Fernsehserie The Innocents. Anschließend spielte er 2021 in Line of Duty mit. Außerdem war Rose in einer Episode in der Serie Doctors zu sehen. 2024 bekam er in This Town eine Hauptrolle.

## Filmografie
- 2018: The Innocents (Fernsehserie, 2 Folgen)
- 2021: Line of Duty (Fernsehserie, 2 Folgen)
- 2022: Doctors (Fernsehserie, 1 Folgen)
- 2024: This Town (Fernsehserie)